# Isobel Dunlop
Isobel Dunlop, auch bekannt als Violet Skelton, da sie in direkter Linie von dem britischen Poeten John Skelton abstammte, (* 14. März 1901 in Edinburgh; † 12. Mai 1975 in Haddington) war eine britische Violinistin und Komponistin.

## Leben und Werk
Dunlop erhielt ihre Ausbildung am Rothesay House in Edinburgh und an der University of Edinburgh. Sie studierte Violine bei Camillo Ritter, der als Schottlands bedeutendster Geigenlehrer galt. Sie studierte Gesang bei Michael Poutiatine und Komposition bei Donald Tovey an der Universität Edinburgh. Sie studierte auch bei dem Komponisten Hans Gál, der vor den Nationalsozialisten von Wien nach Schottland geflohen war.
In den 1930er Jahren unterrichtete Dunlop an Schulen in Westonbirt und Downham. Als freischaffende Komponistin schuf sie Opern und Streichquartette. Sie spielte öffentlich Geige und trat als Sängerin mit den Saltire Singers, einem bekannten Vokalquartett, auf. 1949 hatte sie zusammen mit dem aus Deutschland emigrierten Dirigenten Hans Oppenheim die Saltire Music Group gegründet. Diese Musikgruppe führte alte schottische Musik wie auch Werke zeitgenössischer schottischer Komponisten auf.
Ihre vier Vertonungen von William-Soutar-Texten sowie das Werk Mirror for Monarchy – Portraits of James V and his daughter Mary Queen of Scots, das sie mit Kenneth Elliott, einem Experten für alte schottische Musik geschrieben hatte, wurden 1949 und 1987 auf dem Internationalen Musikfestival von Edinburgh von 1949 bis 1987 aufgeführt.